# دونالد پتی
دونالد پتی (به انگلیسی: Donald Roy Pettit) فضانورد اهل ایالات متحده آمریکا است که در ۲۰ آوریل ۱۹۵۵ میلادی در سیلورتن، اورگن زاده شد. وی در مأموریت اس‌تی‌اس-۱۱۳، اکسپدییشن ۶، سایوز تی‌ام‌ای-۱، اس‌تی‌اس-۱۲۶، سایوز تی‌ام‌ای-۰۳ام، اکسپدییشن ۳۰، اکسپدییشن ۳۱ حضور داشته‌است.
سلفی‌ای که پتی، از خودش را در طی پروژه اکسپدیشن ۶ و در ژانویه ۲۰۰۳ ثبت کرده بود، از شهرت فزاینده‌ای برخوردار گردید.